# Sky Blu (reper)
Sky Blu (rojen kot Skyler Austen Gordy), ameriški raper, glasbenik, pevec, producent, didžej in plesalec, * 23. avgust 1986, Los Angeles, Kalifornija
Je član glasbenega dua LMFAO, kjer je zaslovel z uspešnico Party Rock Anthem. Duo je ustanovil s stricem po očetovi strani Redfoo in skupaj izdala dva albuma Party Rock iz leta 2009 in 2011 Sorry for Party Rocking. Sky Blu je vnuk ustanovitelja podjetja Motown, Berryja Gordyja. Je sin Berryja Gordyja mlajšega in Valerie Robeson. Je brat didžeja in pevca Mahagonija "Lox" Cheyenne Gordy.